# Tobias Hans
Tobias Hans (Neunkirchen, 1 de febrero de 1978) es un político alemán de la Unión Demócrata Cristiana (CDU).
Se convirtió en miembro del Parlamento Regional del Sarre después de las elecciones estatales de Sarre de 2009. El 24 de noviembre de 2015, Hans fue elegido presidente del Grupo Parlamentario de la CDU en el Parlamento Regional. El 1 de marzo de 2018, Tobias Hans fue elegido como Ministro presidente del Sarre, sucediendo a Annegret Kramp-Karrenbauer y convirtiéndose el titular más joven de un gobierno estatal alemán. 
En las elecciones estatales del Sarre de 2022 fue derrotado por el SPD encabezado por Anke Rehlinger, perdiendo su cargo.